# Max Schönherr
Max Schönherr (* 23. November 1903 in Marburg an der Drau, heute Maribor, Österreich-Ungarn; † 13. Dezember 1984 in Baden bei Wien) war ein österreichischer Komponist, Dirigent und Musikschriftsteller.

## Leben und Wirken
Der Großvater von Max Schönherr, Franz Schönherr (1821–1886) und auch sein Vater Max Schönherr senior (1873–1955) waren Kapellmeister von Militärkapellen; sein Bruder Wilhelm (1902–1975) war Operndirigent.
Max Schönherr studierte bei Hermann Frisch in Marburg (Drau) und bei Roderich Mojsisovics von Mojsvár am Konservatorium in Graz. Von 1924 bis 1928 wirkte er zunächst als Kontrabassist, dann als Korrepetitor und Dirigent am Grazer Stadttheater, anschließend bis 1929 nacheinander als Dirigent einer Operngesellschaft auf Tournee, 1929 bis 1933 am Wiener Theater an der Wien und am Wiener Stadttheater sowie von 1933 bis 1938 an der Wiener Volksoper. Von 1931 bis 1968 war er als Dirigent beim Rundfunksender Wien, aber in den 1930er Jahren auch bei den Orchestern anderer Rundfunkanstalten tätig und gab viele Konzerte. Nach dem Ende des Zweiten Weltkriegs gründete er das Wiener Rundfunkorchester neu und wirkte als Gastdirigent bei ausländischen Funkorchestern und bei den Wiener Symphonikern; in dieser Zeit erhielt er auch den Auftrag zur Bearbeitung der österreichischen Bundeshymne nach einer Melodie von Wolfgang Amadeus Mozart.

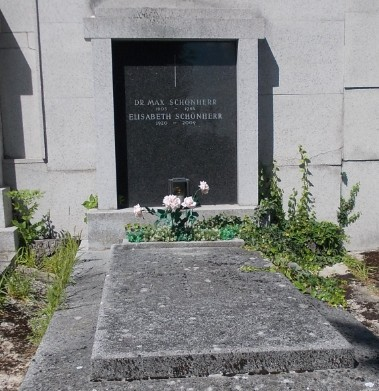
Grabstätte von Max Schönherr

Nach und nach spezialisierte er sich auf leichtere Musik, wobei seine Rundfunk-Aufführungen von Wiener Operetten und Tanzmusik sein besonderes Feingefühl für den Wiener Stil offenbarten. Im Jahr 1952 wurde Max Schönherr der Professorentitel und 1954 der Joseph-Marx-Kompositionspreis für sein Divertimento verliehen. Nach seinem Rückzug von Radio Wien studierte er Musikwissenschaft und promovierte 1973 an der Wiener Universität mit einer Dissertation über Carl Michael Ziehrer, die 1974 veröffentlicht wurde. Von seinen Werken wurde besonders das Ballett Hotel Sacher bekannt.
Schönherr ist auf dem Helenen-Friedhof (Gr, 14, R. 3, Nr. 29) in Baden bei Wien begraben.
Ein Teilnachlass wird in der Wienbibliothek im Rathaus aufbewahrt.

## Bedeutung
Als Komponist legte Max Schönherr, auch in Kompositionen mit ernster Musik, besonderen Wert auf klare melodische Linien. Seine Bauernmusi’ aus Österreich (1936) und seine Tänze aus Österreich (1937) beruhen auf traditionellen Tänzen und sollten ein österreichisches Gegenstück zu den nationalen Tänzen von Johannes Brahms, Antonín Dvořák, Enrique Granados und Edvard Grieg darstellen; sie haben in Konzerten mit leichter Wiener Musik internationale Popularität gewonnen. Er setzte auch sein Geschick beim Orchestrieren in vielen praktischen Ausgaben klassischer Wiener Tanzmusik ein, indem er die ursprüngliche Orchestrierung für eine moderne Aufführungspraxis mittels einer alternativen Partiturdarstellung für unterschiedliche Besetzungen einrichtete. In seiner Dissertation und in anderen Schriften verband er eine außerordentliche praktische Erfahrung mit einem kritischen Urteilsvermögen und einer methodischen Darstellung in seinen Studien über populäre Musikformen.

## Werke (Auswahl)
- Musikalische Werke
  - Ballett Hotel Sacher (teilweise nach Joseph Hellmesberger, Uraufführung Wien 1957)
  - Operette Deutschmeisterkapelle (Uraufführung Wien 1958)
  - Kinder-Musical Flori quietschvergnügt (Uraufführung Wien 1958)
  - Vier kammermusikalische Stücke für Streichorchester (1959)
  - Suite Wiener Tagebuch (1960)
  - Suite Slawisches Panorama (1961)
  - Ouvertüre Das Mädl aus der Vorstadt (1961)
  - Concertino für Klavier und Orchester (1964)
  - Suite Festa musicale (1966)
  - Bombenwalzer (nach Johann Strauss, Uraufführung Bayerischer Rundfunk 1967)
  - Klavierstücke
  - Arrangements von Kompositionen der Strauss-Familie, Franz Lehár, Carl Michael Ziehrer und anderen
- Schriften
  - Johann Strauss Vater: ein Werkverzeichnis (zusammen mit Karl Reinöhl, Wien 1954)
  - Das Jahrhundert des Walzers. Johann Strauß Vater (zusammen mit Karl Reinöhl; London, Wien, Zürich 1954) Das Jahrhundert des Walzers
  - Verschiedene Artikel über Johann Strauss Sohn in der Österreichischen Musikzeitung (1964–1968)
  - Inventar des Carl-Michael-Ziehrer-Archives […] (Wien 1969)
  - Franz Lehár: Bibliographie zu Leben und Werk (Dissertation an der Universität Wien 1970)
  - Carl Michael Ziehrer. Sein Werk – sein Leben – seine Zeit. Dokumentation, Analysen und Kommentare (Buchhandelsausgabe der maschinschriftlichen Dissertation 1973, Wien 1974) univie.ac.at primo-explore ISBN 3-215-61827-3
  - Kompendium zu Band 1–120 der Denkmäler der Tonkunst in Österreich (Graz 1974)
  - Modelle der Walzerkomposition, Österreichische Musikzeitung Nr. 30 (1975), S. 273–286
  - Ästhetik des Walzers, Österreichische Musikzeitung Nr. 31 (1976), S. 57–120
  - Aus der Zeit des Wiener Walzers. Titelblätter zu Tanzkompositionen der Walzerfamilie Strauß (zusammen mit Johann Ziegler, Wien 1981) ISBN 3-88379-285-3
  - Lanner, Strauss, Ziehrer. Synoptisches Handbuch der Tänze und Märsche (Wien, München 1982) ISBN 3-900035-75-X
  - Karl Komzák. Vater – Sohn – Enkel; ein Beitrag zur Rezeptionsgeschichte der österreichischen Popularmusik (zusammen mit Eugen Brixel, Wien 1989) ISBN 3-215-07040-5
  - Wer war Friedrich Eckstein? Eine Studie. In: Bruckner-Jahrbuch. 1982/83.[1]